# Cratere Duban
Duban è un cratere sulla superficie di Encelado.